# John Schuck
Conrad John Schuck (Boston, 4 februari 1940) is een Amerikaans acteur.

## Biografie
Schuck heeft gestudeerd aan de Denison Universiteit in Granville (Ohio), hier heeft hij zijn passie voor acteren ontdekt nadat hij zijn eerste optreden heeft gedaan in een schoolvoorstelling. 
Schuck begon in 1970 met acteren voor televisie in de film M*A*S*H. Hierna heeft hij nog meerdere rollen gespeeld in films en televisieseries zoals McCabe & Mrs. Miller (1971), Thieves Like Us (1974), McMillan & Wife (1971-1977), Finders Keepers (1984), Star Trek IV: The Voyage Home (1986), The Munsters Today (1988-1991), Star Trek VI: The Undiscovered Country (1991), Project ALF (1996), Law & Order: Special Victims Unit (2004-2010) en Zeke & Luther (2009-2011).
Schuck is ook actief in het theater, hij maakte in 1977 zijn debuut op Broadway met de musical Annie als understudy voor de rol van Oliver Warbucks, hierna speelde hij nog meerdere rollen op Broadway.
Schuck was van 1978 tot en met 1983 getrouwd met actrice Susan Bay en hebben een kind. In 1990 is hij opnieuw getrouwd. Hij is de oudere broer van acteur Peter Schuck.

## Filmografie

### Films
Uitgezonderd korte films.
- 2023 The Hiding Place - als Casper Ten Boom
- 2022 Santa Bootcamp - als Chris
- 2018 All Light Will End - als psychiater
- 2014 Closer to God - als Sydney
- 2001 The Curse of the Jade Scorpion – als Mize
- 2000 The Trial of Old Drum – als oom Lon
- 1996 Run for the Dream: The Gail Devers Story – als dr. Ginsburg
- 1996 Project ALF – als generaal Myron Stone
- 1995 Tales from the Crypt: Demon Knight – als sheriff Tupper
- 1994 Pontiac Moon – als officier
- 1994 Holy Matrimony – als Markowski
- 1992 Till Death Us Do Part – als William Lang
- 1991 Star Trek VI: The Undiscovered Country – als Klingon ambassadeur
- 1990 Dick Tracy – als verslaggever
- 1989 Second Sight – als Manoogian
- 1989 My Mom's a Werewolf – als Howard Shaber
- 1988 The New Adventures of Pippi Longstocking – als kapitein Efraim Longstocking
- 1987 Outrageous Fortune – als agent Atkins
- 1986 Star Trek IV: The Voyage Home – als Klingon ambassadeur
- 1984 Finders Keepers – als politiechef Norris
- 1981 Earthbound – als sheriff De Rita
- 1979 Just You and Me, Kid – als Stan
- 1979 Butch and Sundance: The Early Days – als Kid Curry / Harvey Logan
- 1976 Battle of Midway – als Wilson
- 1974 Thieves Like Us – als Chicamaw
- 1973 Blade – als Reardon
- 1973 Hunter – als McDaniel
- 1972 Hammersmith Is Out– als Henry Joe
- 1971 Shepherd's Flock – als Ernie Brubaker
- 1971 McCabe & Mrs. Miller – als Smailey
- 1970 Brewster McCloud – als officier Johnson
- 1970 The Moonshine War – als E.J. Royce
- 1970 M*A*S*H – als kapitein Waldowski

### Televisieseries
Uitgezonderd eenmalige gastrollen.
- 2009 – 2011 Zeke & Luther – als Carl – 4 afl.
- 2004 – 2010 Law & Order: Special Victims Unit – als hoofd van rechercheurs Muldrew – 8 afl.
- 2005 Star Trek: Enterprise – als Antaak – 2 afl.
- 1999 – 2000 Diagnosis Murder – als politie kapitein – 2 afl.
- 1996 The Bonnie Hunt Show – als Lance Ochsner – 2 afl.
- 1995 – 1996 Babylon 5 – als Draal – 2 afl.
- 1995 Live Shot – als Ellis Maitland – 2 afl.
- 1988 – 1991 The Munsters Today – als Herman Munster – 73 afl.
- 1984 St. Elsewhere – als Andrew Wegener – 4 afl.
- 1982 – 1983 The New Odd Couple – als Murray – 10 afl.
- 1979 Turnabout – als Sam Alston – 7 afl.
- 1978 The Love Boat – als Ox – 2 afl.
- 1976 – 1977 Holmes and Yo-Yo – als Gregory Yoyonovich – 13 afl.
- 1971 – 1977 McMillan & Wife – als Charles Enright – 38 afl.
- 1972 Cade's County – als Luke Edwards – 2 afl.

## TheaterwerkBroadway
- 2012-2013 Nice Work If You Can Get It - als senator Max Evergreen (understudy)
- 1999-2001 Annie Get Your Gun - als kolonel Wm. F. Cody (understudy)
- 1997 Annie - als Oliver Warbucks
- 1977-1983 Annie - als Oliver Warbucks (understudy)

- Biblioteca Nacional de España: XX5321391
- Bibliothèque nationale de France: cb142254103 (data)
- Gemeinsame Normdatei: 174011679
- International Standard Name Identifier: 0000 0001 0797 8480
- Library of Congress Control Number: nr98008530
- MusicBrainz: 13a6ad9e-1a4e-4a85-8aa4-9b560f86609a
- Nationale Bibliotheek van Israël: 987008729369605171
- SNAC: w6058424
- Système universitaire de documentation: 119056674
- Virtual International Authority File: 22353492
- WorldCat: E39PBJth6bbgtd7PGWrQtHVQv3